# سفارة تونس في فرنسا
سفارة تونس في فرنسا هي الممثل الرسمي للجمهورية للتونسية في للجمهورية الفرنسية، تأسست السفارة في 25 يونيو 1956 وتقع السفارة في 25 شارع باربي دو جوي في الدائرة السابعة في العاصمة باريس. السفير التونسي في فرنسا هو المعتمد لدى بوليفيا.

السفير الحالي هو عبد العزيز الرصاع منذ 6 يناير 2017، وهو أيضًا الممثل الوقتي لتونس في اليونسكو التي مقرها باريس أيضا.

بين يوليو 1961 وسبتمبر 1962، وأثناء أحداث بنزرت، تم قطع العلاقات الدبلوماسية بين البلدين، وهو ما يفسر عدم وجود سفير في هذه المرحلة.

## البناية
البناية التي تستغلها السفارة هي فندق خاص إشترته تونس بمبلغ 253 مليون فرنك فرنسي قديم أي ما يعادل 39 مليون يورو.

## السفراء

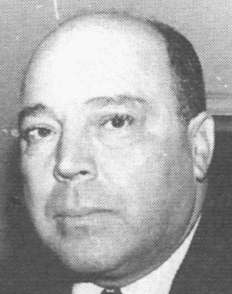
حسان بلخوجة، أول سفير تونسي في فرنسا من 1956 إلى 1957.

| الصورة | السفير               | بداية العهدة   | نهاية العهدة   | م     |
| ------ | -------------------- | -------------- | -------------- | ----- |
|        | حسان بلخوجة          | 25 يونيو 1956  | 4 مارس 1957    |       |
|        | محمد المصمودي        | 4 مارس 1957    | 17 أكتوبر 1958 |       |
|        | الحبيب بورقيبة الابن | 17 أكتوبر 1958 | 15 أغسطس 1962  |       |
|        | الصادق المقدم        | 15 أغسطس 1962  | 15 فبراير 1965 |       |
|        | محمد المصمودي        | 15 فبراير 1965 | 19 أغسطس 1970  |       |
|        | الباجي قائد السبسي   | 19 أغسطس 1970  | 28 يناير 1972  |       |
|        | عبد السلام بن عياد   | 28 يناير 1972  | 26 ديسمبر 1973 |       |
|        | الهادي المبروك       | 26 ديسمبر 1973 | 6 أكتوبر 1986  |       |
|        | مصطفى الزعنوني       | 6 أكتوبر 1986  | 31 ديسمبر 1987 |       |
|        | إبراهيم التركي       | 31 ديسمبر 1987 | 15 يوليو 1991  |       |
|        | عبد الحميد الشيخ     | 15 يوليو 1991  | 23 أكتوبر 1996 |       |
|        | المنجي بوسنينة       | 23 أكتوبر 1996 | 31 أكتوبر 2001 |       |
|        | فائزة الكافي         | 31 أكتوبر 2001 | 6 أكتوبر 2003  |       |
|        | منصر الرويسي         | 6 أكتوبر 2003  | 27 أغسطس 2005  |       |
|        | محمد رؤوف النجار     | 27 أغسطس 2005  | 4 أكتوبر 2012  |       |
|        | عادل الفقيه          | 4 أكتوبر 2012  | 14 أكتوبر 2014 |       |
|        | محمد علي الشيحي      | 14 أكتوبر 2014 | 6 يناير 2017   |       |
|        | عبد العزيز الرصاع    | 6 يناير 2017   |                |       |
|        | محمد كريم الجموسي    | 12 سبتمبر 2020 |                | [ 4 ] |

## القنصليات
إضافة إلى السفارة التي مقرها باريس، لدى تونس أربعة قنصليات عامة في:
- القنصلية العامة لتونس في باريس
- القنصلية العامة لتونس في ليون
- القنصلية العامة لتونس في مارسيليا
- القنصلية العامة لتونس في نيس

لديها أيضا أربعة قنصليات عادية في بانتان، غرونوبل، سترازبورغ وتولوز.

سابقا، كانت توجد قنصلية أخرى في نانتير.

## التونسيون المقيمون في فرنسا
668 668 تونسي يقيمون في فرنسا، 40% منهم يقيمون في باريس، و65% من المقيمين في فرنسا يحملون جنسيتين مختلفتين.

## مقالات ذات صلة
- سفارة فرنسا في تونس
- قائمة البعثات الدبلوماسية التونسية
- وزارة الشؤون الخارجية (تونس)
- التونسيون في الخارج

## روابط خارجية
- الموقع الرسمي لسفارة تونس في فرنسا.
- الموقع الرسمي لوزارة الخارجية التونسية نسخة محفوظة 13 مايو 2012 على موقع واي باك مشين..